# Canadian Football League

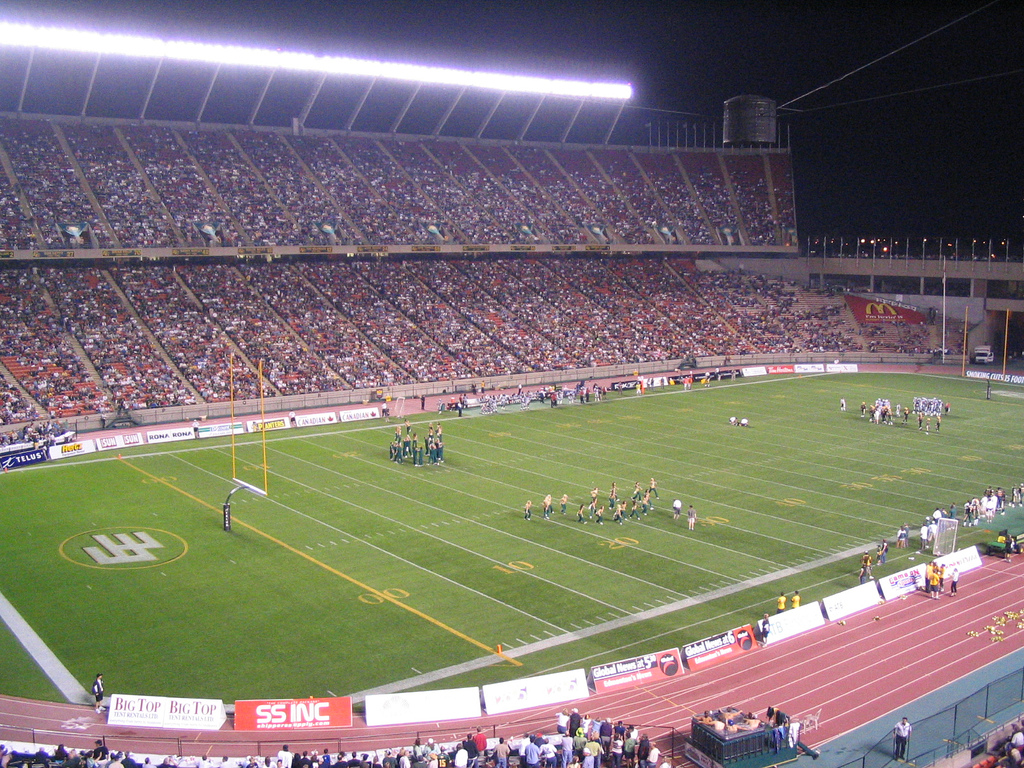
O Commonwealth Stadium em Edmonton com capacidade para 60.081 pessoas é o maior da CFL e o único com gramado natural.

A Canadian Football League (CFL) ou em francês Ligue Canadienne de Football (LCF) (em português:  Liga Canadense de Futebol)  é a principal liga profissional de futebol canadense no Canadá. Nove equipes sediadas em nove cidades diferentes disputam a CFL, divididas em duas divisões: Divisão Leste e Divisão Oeste.A Divisão Leste foi criada a partir da Interprovincial Rugby Football Union (IRFU), fundada em 1907. A atual Divisão Oeste foi criada em 1936 como a Western Interprovincial Football Union (WIFU).
A CFL foi fundada em 19 de Janeiro de 1958, com a mudança de nome do Canadian Football Council (CFC), que havia se retirado da antiga Canadian Rugby Union (CRU), na época. O CRU era o órgão dirigente do futebol canadense desde 1891.

## Estrutura da Temporada

### Pré-Temporada
São duas semanas de pré-temporada, começando 28 dias antes do primeiro jogo da temporada regular. Cada time disputa duas partidas contra equipes da mesma divisão.

### Temporada Regular
A temporada regular da CFL tem 20 semanas, começando no final de Junho e terminando no início de Novembro. Cada time disputa dezoito partidas. Cada time joga três vezes contra dois times da sua própria divisão e duas vezes contra os outro seis times rotativamente. São 81 jogos na temporada regular, com os times tendo duas semanas de folga, exceto um deles que disputará duas partidas na mesma semana e terá três semanas de folga. Alguns jogos clássicos são disputados na semana do Dia do Trabalhador no Canadá (Labour Day), como Montreal-Ottawa, Winnipeg-Saskatchewan, Toronto-Hamilton (a rivalidade começou em 1873) e Edmonton-Calgary (Batalha de Alberta).

## Times
| Divisão Leste            |           |                                  |          |
| Time                     | Cidade    | Estádio                          | Fundação |
| Hamilton Tiger-Cats      | Hamilton  | Tim Hortons Field                | 1950     |
| Montreal Alouettes       | Montreal  | Percival-Molson/Estádio Olímpico | 1946     |
| Ottawa Redblacks         | Ottawa    | TD Place Stadium                 | 2014     |
| Toronto Argonauts        | Toronto   | Rogers Centre                    | 1873     |
| Divisão Oeste            |           |                                  |          |
| Time                     | Cidade    | Estádio                          | Fundação |
| British Columbia Lions   | Vancouver | BC Place Stadium                 | 1954     |
| Calgary Stampeders       | Calgary   | McMahon Stadium                  | 1935     |
| Edmonton Elks            | Edmonton  | Commonwealth Stadium             | 1949     |
| Saskatchewan Roughriders | Regina    | Mosaic Stadium                   | 1910     |
| Winnipeg Blue Bombers    | Winnipeg  | Investors Group Field            | 1930     |

## Campeões
- 1909: University of Toronto Varsity Blues
- 1910: University of Toronto Varsity Blues
- 1911: University of Toronto Varsity Blues
- 1912: Hamilton Alerts
- 1913: Hamilton Tigers
- 1914: Toronto Argonauts
- 1915: Hamilton Tigers
- 1920: University of Toronto Varsity Blues
- 1921: Toronto Argonauts
- 1922: Queen's University Golden Gaels
- 1923: Queen's University Golden Gaels
- 1924: Queen's University Golden Gaels
- 1924: Ottawa Senators
- 1926: Ottawa Senators
- 1927: Toronto Balmy Beach
- 1928: Hamilton Tigers
- 1929: Hamilton Tigers
- 1930: Toronto Balmy Beach
- 1931: Montreal AAA
- 1932: Hamilton Tigers
- 1933: Toronto Argonauts
- 1934: Sarnia Imperials
- 1935: Winnipeg 'Pegs
- 1936: Sarnia Imperials
- 1937: Toronto Argonauts
- 1938: Toronto Argonauts
- 1939: Winnipeg Blue Bombers
- 1940: Ottawa Rough Riders
- 1941: Winnipeg Blue Bombers
- 1942: Toronto RCAF Huricanes
- 1943: Hamilton Flying Cats
- 1944: St. Hyacinthe-Donnacona
- 1945: Toronto Argonauts
- 1946: Toronto Argonauts
- 1947: Toronto Argonauts
- 1948: Calgary Stampeders
- 1949: Montreal Alouettes
- 1950: Toronto Argonauts
- 1951: Ottawa Rough Riders
- 1952: Toronto Argonauts
- 1953: Hamilton Tiger Cats
- 1954: Edmonton Eskimos
- 1955: Edmonton Eskimos
- 1956: Edmonton Eskimos
- 1957: Hamilton Tiger Cats
- 1958: Winnipeg Blue Bombers
- 1959: Winnipeg Blue Bombers
- 1960: Ottawa Rough Riders
- 1961: Winnipeg Blue Bombers
- 1962: Winnipeg Blue Bombers
- 1963: Hamilton Tiger Cats
- 1964: BC Lions
- 1965: Hamilton Tiger Cats
- 1966: Saskatchewan Rough Riders
- 1967: Hamilton Tiger Cats
- 1968: Ottawa Rough Riders
- 1969: Ottawa Rough Riders
- 1970: Montreal Alouettes
- 1971: Calgary Stampeders
- 1972: Hamilton Tiger Cats
- 1973: Ottawa Rough Riders
- 1974: Montreal Alouettes
- 1975: Edmonton Eskimos
- 1976: Ottawa Rough Riders
- 1977: Montreal Alouettes
- 1978: Edmonton Eskimos
- 1979: Edmonton Eskimos
- 1980: Edmonton Eskimos
- 1981: Edmonton Eskimos
- 1982: Edmonton Eskimos
- 1983: Toronto Argonauts
- 1984: Winnipeg Blue Bombers
- 1985: BC Lions
- 1986: Hamilton Tiger Cats
- 1987: Edmonton Eskimos
- 1988: Winnipeg Blue Bombers
- 1989: Saskatchewan Rough Riders
- 1990: Winnipeg Blue Bombers
- 1991: Toronto Argonauts
- 1992: Calgary Stampeders
- 1993: Edmonton Eskimos
- 1994: BC Lions
- 1995: Baltimore Stalliones[5]
- 1996: Toronto Argonauts
- 1997: Toronto Argonauts
- 1998: Calgary Stampeders
- 1999: Hamilton Tiger Cats
- 2000: BC Lions
- 2001: Calgary Stampeders
- 2002: Montreal Alouettes
- 2003: Edmonton Eskimos
- 2004: Toronto Argonauts
- 2005: Edmonton Eskimos
- 2006: BC Lions
- 2007: Saskatchewan Rough Riders
- 2008: Calgary Stampeders
- 2009: Montreal Alouettes
- 2010: Montreal Alouettes
- 2011: BC Lions
- 2012: Toronto Argonauts
- 2013: Saskatchewan Rough Riders
- 2014: Calgary Stampeders[6]
- 2015: Edmonton Eskimos[7]
- 2016: Ottawa Redblacks
- 2017: Toronto Argonauts
- 2018: Calgary Stampeders
- 2019: Winnipeg Blue Bombers
- 2020: temporada cancelada devido a pandemia de Covid-19
- 2021: Winnipeg Blue Bombers
- 2022: Toronto Argonauts
- 2023: Montreal Alouettes